# Édouard Duhour
Édouard Duhour  (né le 1er mars 1905 à Anglet et mort en novembre 1969) est un athlète français, spécialiste du lancer du poids. Il est le frère ainé de Clément Duhour.

## Biographie
Il remporte sept titres de champion de France du lancer du poids de 1927 à 1941. Il améliore à trois reprises le record de France du lancer du poids, le portant à 15,59 m en 1934.
Il participe aux Jeux olympiques de 1928 à Amsterdam, où il s'incline dès le concours des qualifications.

### Palmarès
- Championnats de France d'athlétisme :
  - vainqueur du lancer du poids en 1927, 1928, 1931, 1932, 1934, 1935 et 1941

### Records
| Épreuve         | Performance | Lieu | Date |
| --------------- | ----------- | ---- | ---- |
| Lancer du poids | 15,59 m     |      | 1934 |